# Иосифов, Дмитрий Владимирович
Дми́трий Влади́мирович Ио́сифов (бел. Дзмітрый Уладзіміравіч Іосіфаў; род. 22 октября 1965, Минск, БССР, СССР) — советский, белорусский и российский актёр театра и кино, режиссёр и сценарист.

## Биография
Дмитрий Иосифов родился 22 октября 1965 года в Минске. В возрасте 9 лет был замечен ассистентом режиссёра студии «Беларусьфильм» и утверждён на роль Буратино в фильме «Приключения Буратино», которая прославила мальчика (изначально Дмитрий пробовался на Арлекина).
Окончив школу, Дмитрий поступил во ВГИК, где учился на курсе Алексея Баталова. По окончании ВГИКа Иосифов был распределён в Минск, где работал в Минском театре-студии киноактёра. В то время он много снимался на разных киностудиях, но больше всего ролей им было сыграно в картинах студии «Ленфильм». Параллельно учился режиссёрскому мастерству на кинофакультете Белорусской государственной академии искусств (мастерская В. Турова).
В конце 1990-х годов вернулся в Москву, где начал карьеру режиссёра.
По состоянию на 2009 год снял около 40 рекламных роликов (фирмы Tefal, Panasonic, Dilmah).
В 1998 году был режиссёром юмористического скетч-шоу «Маленькая смешная передача», выходившего на канале НТВ.
В 2002 году по приглашению Константина Эрнста стал одним из режиссёров второго сезона реалити-шоу «Последний герой» на «Первом канале».
Спустя 2 года также снимал реалити-шоу «12 негритят» для телеканала ТНТ.
По состоянию на 2015 год занимается режиссурой телевизионных сериалов и фильмов.

## Семья
Отец — Владимир Иосифов, был инженером-конструктором в машиностроении.
Мать, кандидат наук, работала биологом в Институте санитарии и гигиены. 
Брат Андрей старше Дмитрия на 2 года, а брат Николай младше Дмитрия на 12 лет. Оба брата с детского возраста были увлечены математикой, по состоянию на 2015 год работали программистами.
Жена — Наталья, художник по костюмам. 
- Старший сын — Андрей (род. 1987), работает оператором телесериалов, живёт в Израиле.
- Средний сын — Антон (род. 1994), живёт в Израиле.
- Младший сын — Артём (род. 2005)[9].

## Фильмография

### Актёр
1. 1975 — Приключения Буратино — Буратино (озвучивает Татьяна Канаева) / зритель в зале
2. 1977 — Про Красную Шапочку — Волчонок
3. 1979 — Капитан Соври-голова — Степан Комаров, хулиган
4. 1979 — Примите телеграмму в долг — эпизод[10]
5. 1981 — Проданный смех — мальчик-коридорный
6. 1981 — Крупный разговор — Костя Степчак
7. 1983 — Как я был вундеркиндом — Семиглазов, школьный чемпион по загадкам
8. 1984 — Юрка — сын командира — рядовой Сивовол
9. 1986 — Летние впечатления о планете Z — ударник рок-группы «Астронавты»
10. 1987 — Сказка про влюблённого маляра — седой заколдованный принц
11. 1988 — Случай в аэропорту — Толя Барыбин, сержант милиции
12. 1989 — Караул — старший сержант Алексей Жохин, помощник начальника караула
13. 1990 — Под маской «Чёрной кошки» — Иван Громов, фронтовик-разведчик
14. 1994 — Огненный стрелок — Пантелей
15. 2009 — Блудные дети — Дмитрий Коротков, сценарист-неудачник
16. 2010 — Громозека — доктор в хосписе
17. 2018 — Операция «Мухаббат» — доктор Горелов
18. 2020 — Диверсант 3: Крым — представитель штаба ВМФ
19. 2021 — Чемпион мира — Михаил Таль

### Режиссёр
1. 1993 — Николенька (короткометражный)
2. 1999 — Путешествие в мир абсолютной магии (документальный)
3. 2005 — Убойная сила-6 (серии «Братство по оружию» и «Мыс Доброй Надежды»)[11]
4. 2007 — Суженый-ряженый
5. 2011 — Лето волков
6. 2014 — Уходящая натура
7. 2016 — Екатерина. Взлёт (второй сезон)
8. 2018 — Екатерина. Самозванцы (третий сезон)
9. 2019 — Диверсант. Крым (третий сезон)
10. 2022 — Елизавета
11. 2024 — Любовь Советского Союза
12. 2024 — Цветы жизни

### Озвучивание
1. 2021 — Пиноккио. Правдивая история — Манджафоко[12]